# Brognaturo
Brognaturo (Brignatùri in calabrese) è un comune italiano di 726 abitanti della provincia di Vibo Valentia in Calabria.

## Geografia fisica
Sorge a 755 metri di altitudine sul versante orientale delle Serre, nella valle solcata dal fiume Ancinale, che lo divide dall'attiguo abitato di Spadola. Il territorio comunale è compreso tra 699 e 1264 metri s.l.m.

## Origini del nome
Il nome deriverebbe dal greco bizantino Vrondismènon, Βροντισμένον, ossia "luogo di tuoni".

## Storia

### Età medievale
Le prime attestazioni dell'esistenza del paese sono del 1500.

## Monumenti e luoghi d'interesse

### Architetture religiose

#### Santuario della Madonna della Consolazione
Il 5 Febbraio 1721, durante dei lavori di restauro, su una parete fu riportata alla luce un'immagine della Madonna col Bambino, cui la tradizione attribuisce guarigioni miracolose, e protezione durante il terremoto del 1783 e l'alluvione del 1935. Quella dell'icona fu chiamata Madonna della Consolazione, dando il nome attuale alla chiesa che fu elevata a santuario il 7 ottobre 1993. La Vergine viene festeggiata il 5 Febbraio e la prima domenica di settembre.

## Società

### Evoluzione demografica
Abitanti censiti

## Economia

### Artigianato
Tra le attività più tradizionali e rinomate vi sono quelle artigianali, che si distinguono per l'arte dell'intaglio del legno, finalizzata alla realizzazione di pregevoli pipe.

## Infrastrutture e trasporti
Brognaturo è collegata con la Strada statale 713 dir di Serra San Bruno.

## Amministrazione
| Periodo          | Periodo          | Primo cittadino             | Partito                                     | Carica  | Note  |
| ---------------- | ---------------- | --------------------------- | ------------------------------------------- | ------- | ----- |
| 21 novembre 1993 | 16 novembre 1997 | Cosmo Tassone               | Partito Socialista Italiano                 | sindaco |       |
| 16 novembre 1997 | 27 maggio 2002   | Cosmo Tassone               | lista civica di centro-destra               | sindaco |       |
| 27 maggio 2002   | 28 maggio 2007   | Giuseppantonio Pupo         | lista civica di centro-destra               | sindaco |       |
| 28 maggio 2007   | 7 maggio 2012    | Cosmo Tassone               | lista civica                                | sindaco |       |
| 7 maggio 2012    | 11 giugno 2017   | Giuseppe Antonio Iennarella | lista civica Ancora insieme per Brognaturo  | sindaco |       |
| 11 giugno 2017   | 12 gennaio 2021  | Cosmo Tassone               | lista civica Servire il popolo              | sindaco |       |
| 12 gennaio 2021  | 4 ottobre 2021   | Cosimo Nicola Papa          | lista civica Servire il popolo              | sindaco | [ 8 ] |
| 4 ottobre 2021   | in carica        | Rossana Tassone             | lista civica Continuare a servire il popolo | sindaco |       |